# Gouaux-de-Luchon
Gouaux-de-Luchon település Franciaországban, Haute-Garonne megyében. Lakosainak száma 43 fő (2022. január 1.). Gouaux-de-Luchon Bausen, Arlos, Artigue, Baren, Cazaux-Layrisse, Cier-de-Luchon, Marignac és Salles-et-Pratviel községekkel határos.

## Népesség
A település népességének változása:
| Lakosok száma | 59   | 53   | 46   | 44   | 48   | 47   | 46   | 46   | 45   | 43   |
|               | 1968 | 1982 | 1990 | 2006 | 2013 | 2015 | 2017 | 2019 | 2020 | 2022 |